# Flacourtia mollis
Flacourtia mollis là một loài thực vật có hoa trong họ Liễu. Loài này được Hook. f. & Thomson mô tả khoa học đầu tiên năm 1872.